# José Borrello
José Borrello (ur. 24 listopada 1929, zm. 14 października 2013) – argentyński piłkarz, napastnik.
Urodzony w Bahía Blanca (prowincja Buenos Aires) Borrello karierę piłkarską rozpoczął w 1949 roku w klubie Olimpo Bahía Blanca, skąd 2 lata później przeszedł do klubu Boca Juniors.
W Boca Juniors zadebiutował 15 lipca 1951 roku w przegranym 0:1 meczu z River Plate. W 1953 roku na krótko przeniósł się do klubu Chacarita Juniors. W 1954 roku jako piłkarz klubu Boca Juniors zdobył 19 bramek i został królem strzelców pierwszej ligi argentyńskiej. Jednocześnie razem z klubem sięgnął po tytuł mistrza Argentyny. W reprezentacji Argentyny zadebiutował 28 listopada 1954 roku w wygranym 3:1 meczu z Portugalią.
Jako gracz klubu Boca Juniors wziął udział w turnieju Copa América 1955, gdzie Argentyna zdobyła tytuł mistrza Ameryki Południowej. Borrello zagrał we wszystkich pięciu meczach – z Paragwajem (w 68 minucie zmienił Ricardo Bonellego), Ekwadorem (w 65 minucie wszedł za Ricardo Bonellego, zdobył bramkę, a na 2 minuty przed końcem wyrzucił go z boiska chilijski sędzia Carlos Robles), Peru (w 80 minucie zmienił Ricardo Bonellego), Urugwajem (zdobył 1 bramkę) i Chile.
Ostatni raz w barwach klubu Boca Juniors Borrello zagrał 12 października 1958 roku w przegranym 0:1 meczu przeciwko Argentinos Juniors Buenos Aires. W ostatnim sezonie w Boca Juniors zdobył razem ze swym klubem wicemistrzostwo Argentyny. Łącznie w Boca Juniors rozegrał 89 meczów (7915 minut) i zdobył 51 bramek, z tego w pierwszej lidze 86 meczów i 48 bramek. W 1959 roku został graczem klubu CA Lanús – łącznie w pierwszej lidze argentyńskiej rozegrał 101 meczów i zdobył 50 bramek.
Na koniec kariery przeniósł się do Chile, gdzie kolejno grał w klubach Deportes Magallanes, Universidad Técnica Santiago i CD Ñublense.
W reprezentacji Argentyny Borrello rozegrał 7 meczów i zdobył 3 bramki.